# Арсеніосидерит
Арсеніосидерит — рідкісний мінерал, арсенат, що утворюється в результаті окиснення інших мінералів, що містять арсен, таких як скородит або арсенопірит.
Зустрічається в асоціації з бедантитом, кармінітом, дусертитом, фармаколітом, пітицитом, адамітом і еритрином. Назва арсеніосидерит відображає два основних елементи мінералу — арсен і залізо (грец. sideros).
Типовою місцевістю арсеніосидериту є родовище марганцю «Романеш-Торен» поблизу Ла-Шапель-де-Генше, департамент Сона і Луара, регіон Бургундія-Франш-Конте, Франція, яке не експлуатується з 1957 року.